# Cäbrayıl rayonu
Cäbrayıl rayonu (azerbajdzjanska: Cəbrayıl rayonu) är ett distrikt (rajon) i Azerbajdzjan. Det ligger i den södra delen av landet, 270 km väster om huvudstaden Baku. Antalet invånare är 54 430. Arean är 1 050 kvadratkilometer.
Terrängen i Cäbrayıl rayonu är kuperad åt sydost, men åt nordväst är den bergig.
Följande samhällen finns i Cäbrayıl rayonu:
- Jebrail
- Qumlaq

Trakten runt Cäbrayıl rayonu består i huvudsak av gräsmarker. Runt Cäbrayıl rayonu är det ganska glesbefolkat, med 48 invånare per kvadratkilometer.